# Sauve

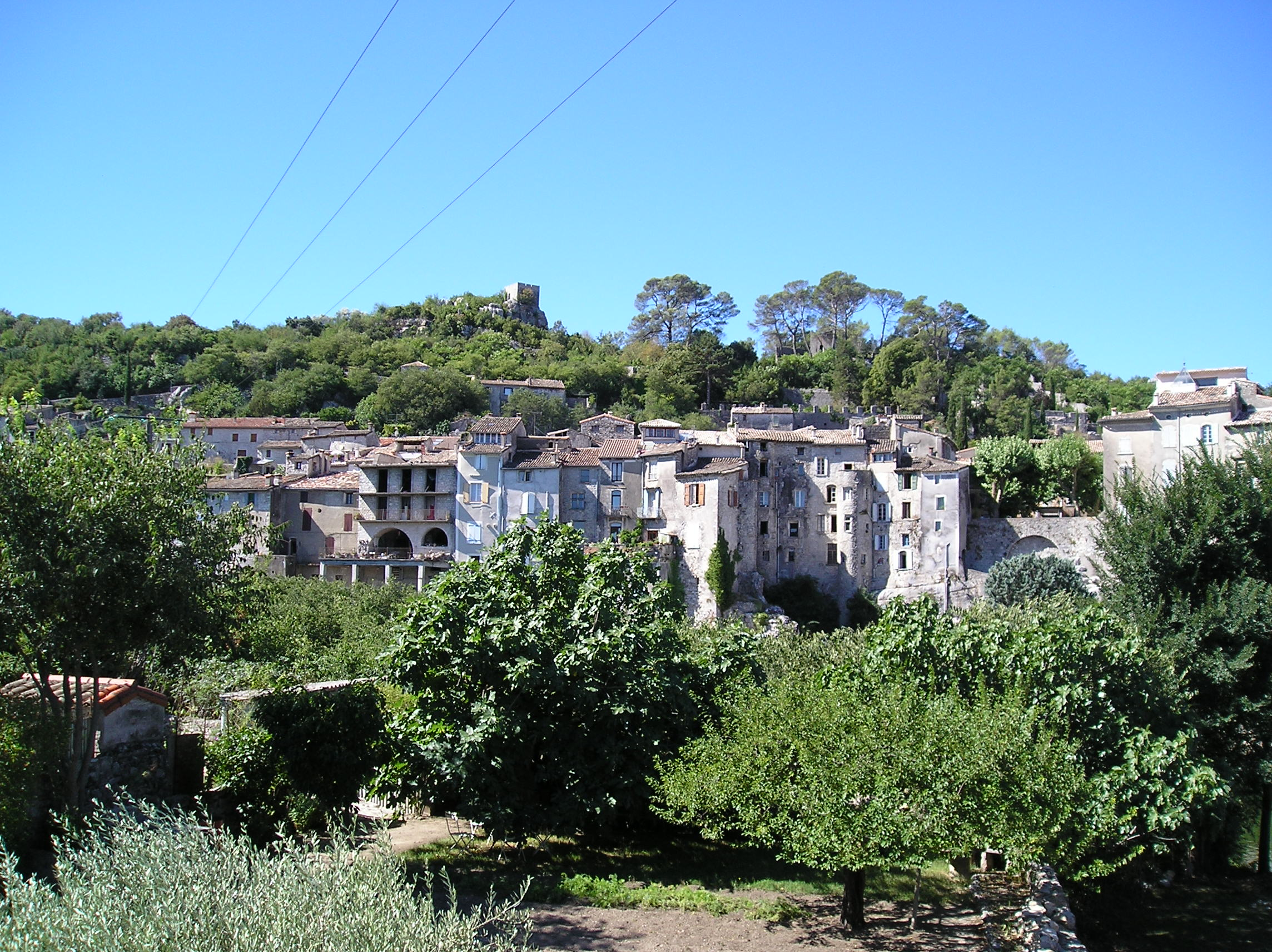
Sauve

Sauve is een gemeente in het Franse departement Gard (regio Occitanie). De plaats maakt deel uit van het arrondissement Le Vigan. Sauve telde op 1 januari 2022 1.956 inwoners.

## Geografie
De oppervlakte van Sauve bedroeg op 1 januari 2022 31,56 vierkante kilometer; de bevolkingsdichtheid was toen 62 inwoners per km².

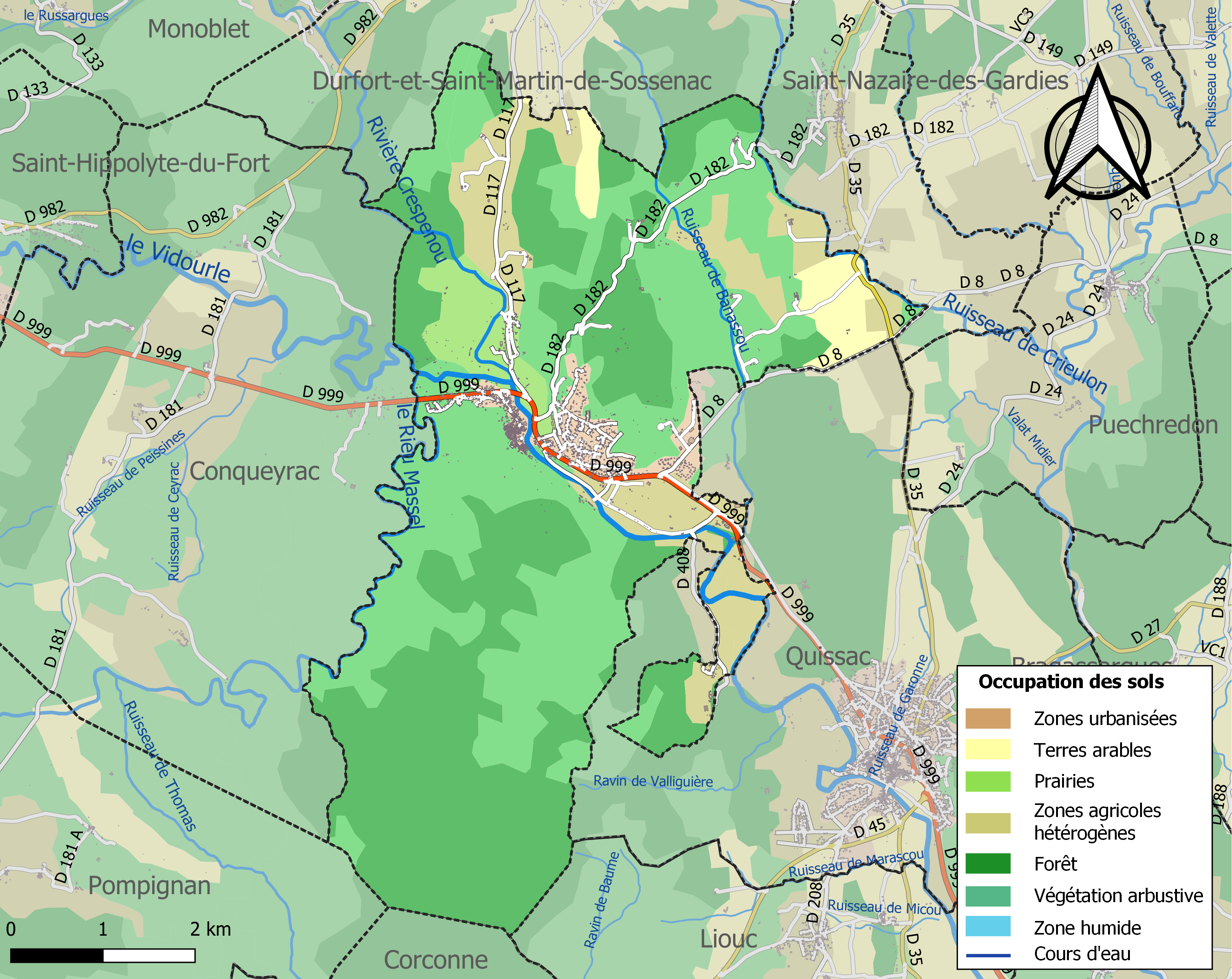
Kaart van de gemeente met belangrijkste infrastructuur, bodemgebruik en omliggende gemeenten

## Demografie
Onderstaande figuur toont het verloop van het inwonertal (bron: INSEE-tellingen).

## Geboren
- Jean Astruc (1684-1766), Frans arts

## Bekende inwoners
- Robert Crumb - Amerikaans tekenaar van undergroundstrips

## Afbeeldingen

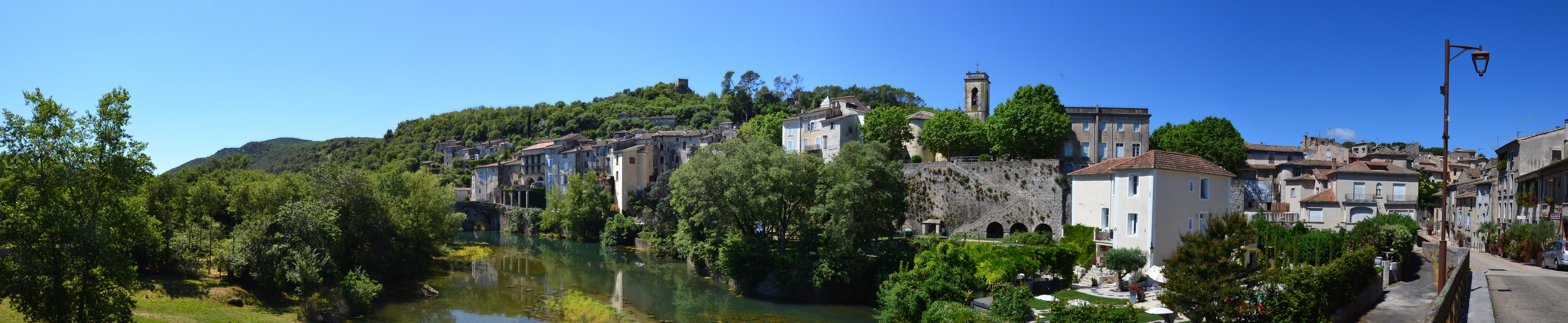
Gezicht op het zuidelijke deel van Sauve vanaf de Pont Neuf
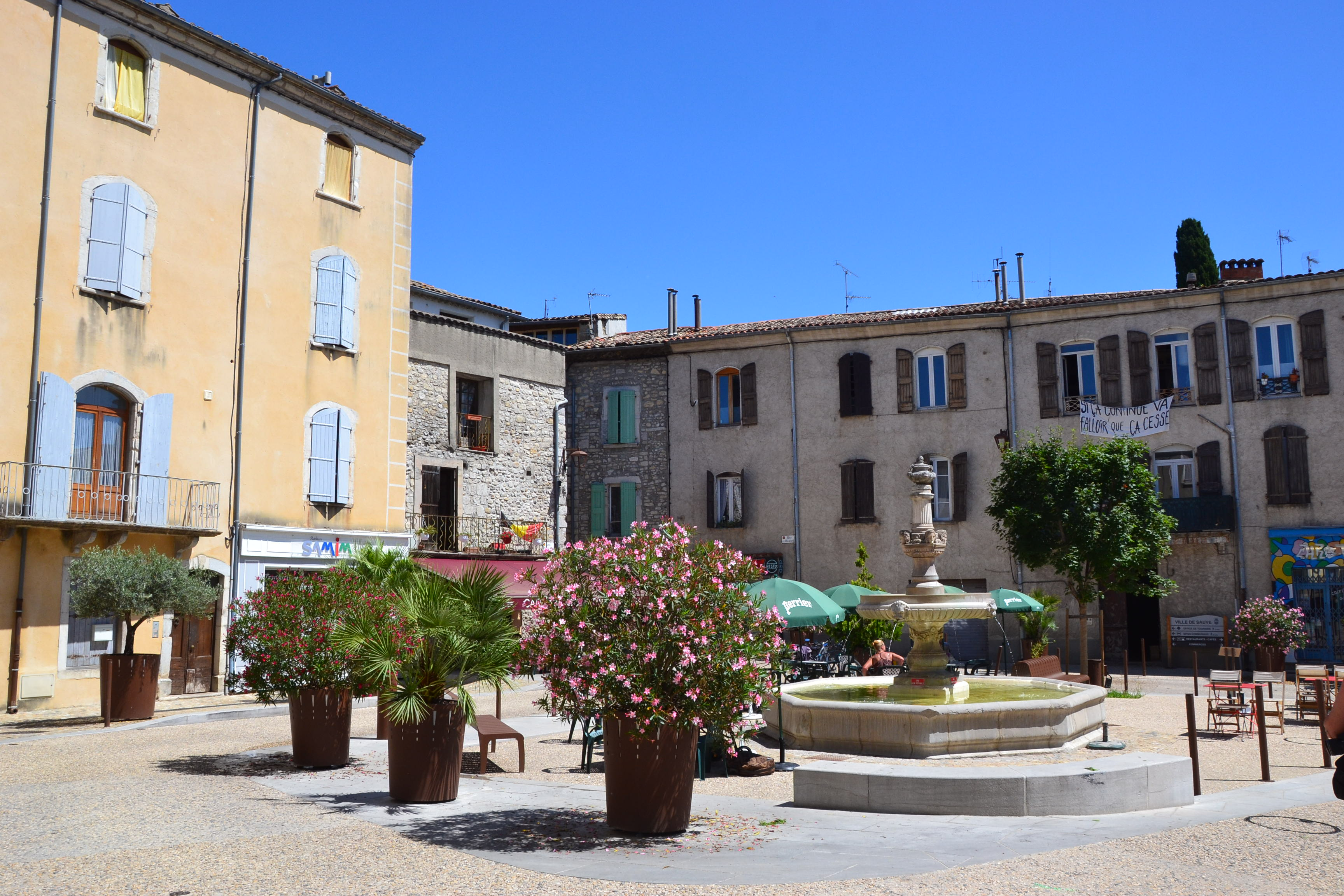
Place Florian
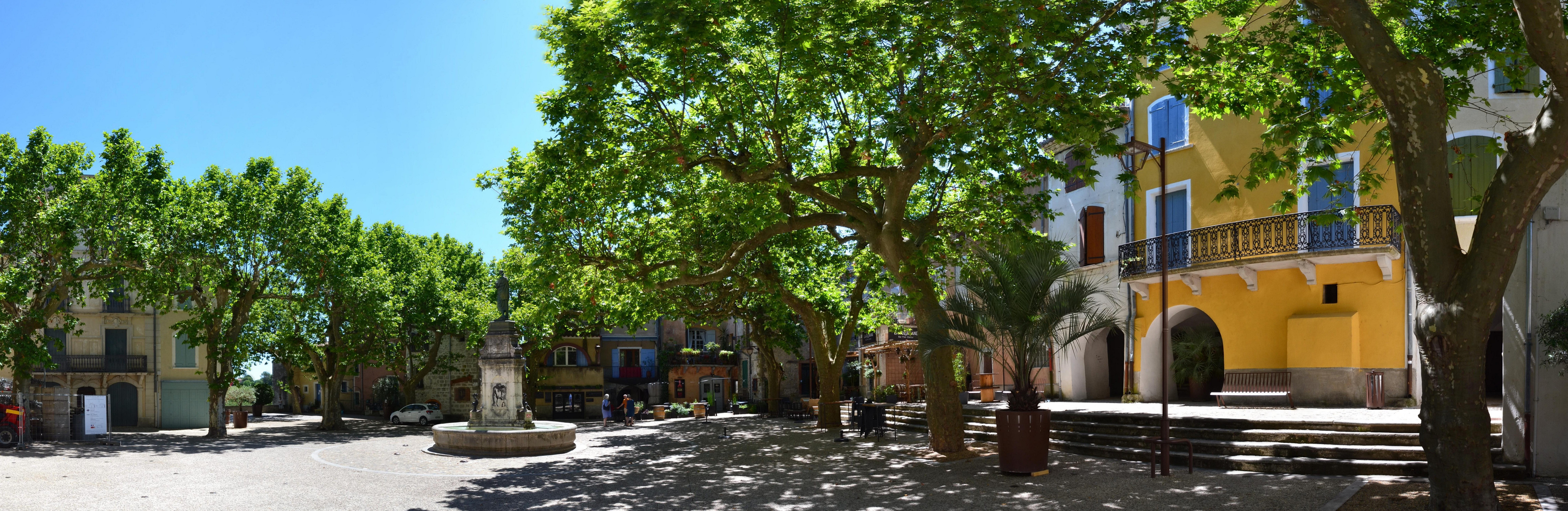
Place du Docteur Jean Astruc, rechts het gemeentehuis
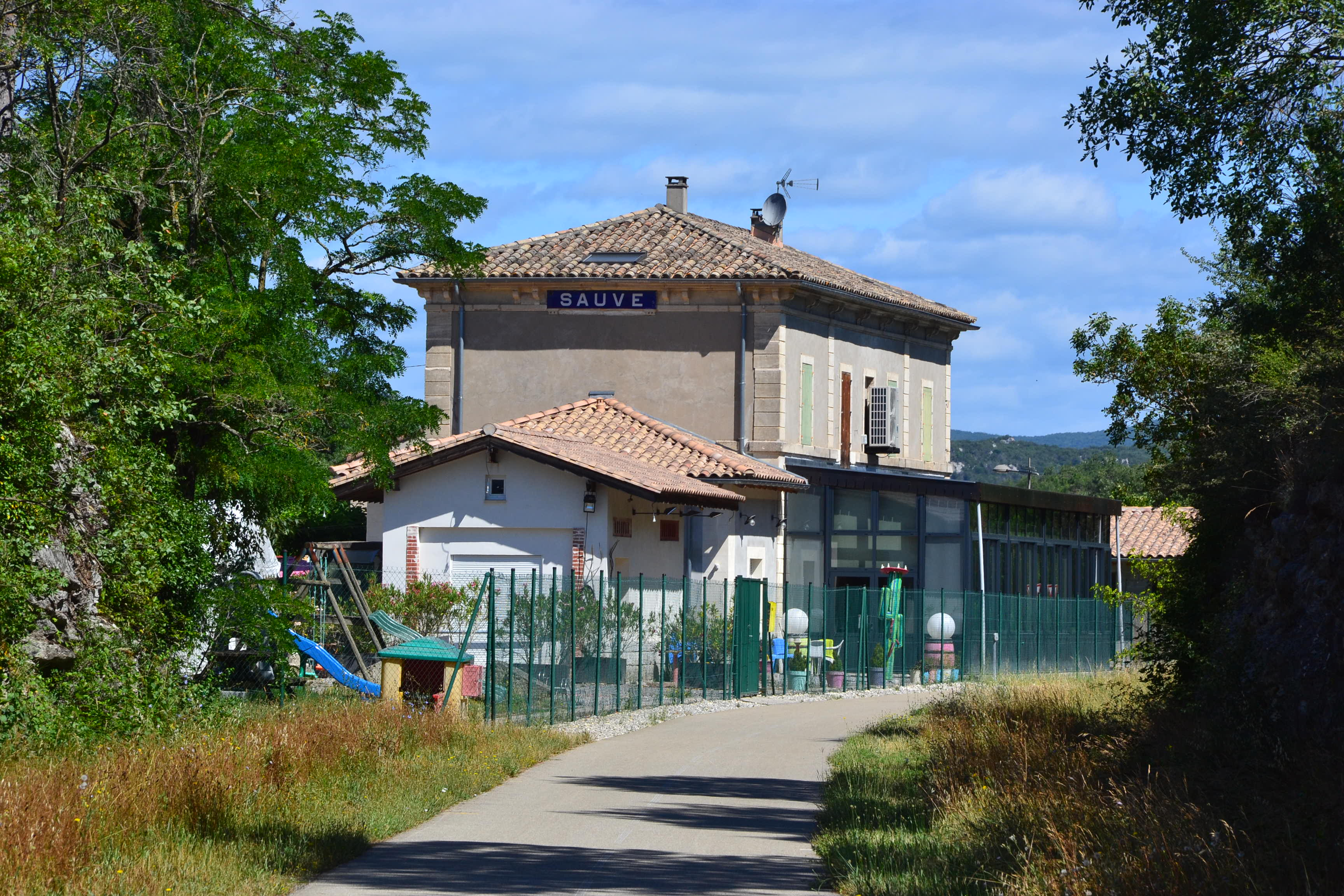
Voormalig station
Gezicht op La mer des Rochers